# Janet Waldo
Janet Marie Waldo Lee (Yakima, 4 de fevereiro de 1919 - Encino, 12 de junho de 2016) foi uma atriz de rádio e dubladora americana. Em animação, ela dublou Judy Jetson, Nancy em Shazzan, Penelope Pitstop e Josie em Josie e os Pussycats. No rádio, ela dublou o personagem-título em Meet Corliss Archer .

## Biografia
Waldo nasceu em Yakima, Washington, em 4 de fevereiro de 1919 (de acordo com a lápide de sua família0), embora muitas fontes, incluindo os registros do censo de 1930 e 1940, indiquem 1920.
Sua mãe, Jane Althea Blodgett, era uma cantora treinada no Conservatório de Música de Boston, e seu pai, Benjamin Franklin Waldo, era, segundo a tradição da família Waldo, um primo distante de Ralph Waldo Emerson. Ela tinha três irmãos mais velhos, um dos quais, Elisabeth Waldo, é uma autoridade em música pré-colombiana e uma compositora-violinista premiada que apareceu no filme Song of Mexico (1945).
Janet Waldo frequentou a Universidade de Washington, onde seu desempenho em um teatro de estudantes lhe rendeu um prêmio e a levou à atenção de Bing Crosby. Um caçador de talentos da Paramount Pictures, que estava com Crosby na época, contratou Waldo para um teste de tela, o que levou a um contrato com o estúdio.

## Rádio, filmes e TV

Al Feldstein, mais tarde o editor de Mad, foi um escritor-ilustrador da revista em quadrinhos Meet Corliss Archer. Waldo foi retratado na capa duas vezes, como ela e Corliss.

Waldo apareceu em vários filmes em pequenas partes não creditadas e pequenos papéis, embora ela tenha sido a protagonista em três filmes de faroeste, dois deles estrelando Tim Holt. Sua grande chance veio no rádio com uma parte no Lux Radio Theater de Cecil B. DeMille. Em sua carreira no rádio, ela emprestou sua voz a muitos programas, incluindo Big Town, de Edward G. Robinson, The Eddie Bracken Show, Favorite Story, Four Star Playhouse, The Gallant Heart, Família de um homem, Sears Radio Theatre e Stars over Hollywood .
Ela co-estrelou com Jimmy Lydon na comédia da CBS Young Love (1949–50) e teve papéis recorrentes em The Adventures of Ozzie and Harriet (como adolescente Emmy Lou), The Red Skelton Show e People Are Funny. Ela gravou com o vocalista de jazz Mel Torme e seu grupo vocal, os Mel-Tones.
No entanto, foi sua carreira de oito anos estrelando como adolescente Corliss Archer no Meet Corliss Archer da CBS que deixou uma impressão duradoura, apesar de Shirley Temple estrelar as adaptações do filme, Kiss and Tell e A Kiss for Corliss. O programa de rádio foi a resposta da CBS ao popular A Date with Judy da NBC. Apesar do longo prazo do Meet Corliss Archer, sabe-se que menos de 24 episódios existem. Waldo mais tarde recusou a oferta de interpretar Corliss em uma adaptação para a televisão (o papel foi reformulado com Ann Baker assumindo o papel na TV).
Em 1948, a revista em quadrinhos Meet Corliss Archer, usando a semelhança de Waldo, publicada pela Fox Feature Syndicate, apareceu em três edições de março a julho de 1948, usando os scripts originais. Em 1 de abril de 1948, Waldo casou-se com o dramaturgo Robert E. Lee, o parceiro de Jerome Lawrence. O casal teve dois filhos e permaneceu casado até sua morte em 1994.
Waldo fez uma rara aparição na televisão quando apareceu como Peggy, uma adolescente apaixonada por Ricky Ricardo em um episódio de 1952 de I Love Lucy, intitulado "Os jovens fãs", com Richard Crenna  Ela tinha 33 anos na época. Dez anos depois, Waldo novamente trabalhou com Lucille Ball, desta vez interpretando a irmã de Lucy Carmichael, Marge, no The Lucy Show. Esse episódio foi intitulado "A irmã de Lucy faz uma visita". Ela também apareceu em um episódio do The Andy Griffith Show como Amanda. Waldo também reprisou o papel de Emmy Lou por alguns episódios iniciais de The Adventures of Ozzie and Harriet. Mais tarde, ela foi a protagonista feminina ao lado de Anthony Franciosa na comédia de curta duração Dia dos Namorados (1964).

## Animação
Em animação televisiva, ela interpretou Judy Jetson em todas as versões da série de televisão Hanna-Barbera The Jetsons. Waldo foi o último membro sobrevivente do elenco principal da série original dos The Jetsons. Em 1964–66, ela assumiu o papel de Pearl Slaghoople em The Flintstones, que foi originalmente interpretada por Verna Felton. Waldo reprisou a Sra. Slaghoople nos filmes de TV dos Flintstones I Yabba-Dabba Do! e Hollyrock-a-Bye Baby nos anos 90.  
Mais tarde, ela deu as vozes para Nancy em Shazzan, Granny Sweet no The Atom Ant / Secret Squirrel Show, Josie em Josie e the Pussycats e Josie e the Pussycats no Outer Space, Penelope Pitstop em Wacky Races e The Perils of Penelope Pitstop. Mais tarde, ela estrelou em Thundarr, o Bárbaro, como Circe no episódio "Ilha dos Ladrões de Corpo".  
Outros papéis de protagonistas convidados incluem Beth Crane, descendente de Ichabod Crane, no episódio "O Cavaleiro Sem Cabeça do Dia das Bruxas" do Scooby-Doo Show em 1976 e como Aggie Wilkins / Witch McCoy no episódio "The Ozark Witch Switch" em 1977. No ano seguinte, ela dublou Arlene Wilcox, irmã gêmea da "Bruxa de Salem" e a bruxa no episódio "To Switch a Witch" da terceira temporada de Scooby Doo, Where Are You? em 1978. Ela dublou Morticia Addams na curta adaptação da série de desenhos animados de 1973 The Addams Family. Waldo era a voz de Princess e Susan na versão em inglês de Kagaku ninja tai Gatchaman, conhecida como Batalha dos Planetas, e Hogatha em Os Smurfs.  

## Anos finais da carreira
Em 1990, logo após completar seu papel como Judy Jetson em Jetsons: The Movie, ela foi substituída abruptamente pela estrela pop Tiffany. A decisão executiva da Universal Pictures fez a diretora de elenco Andrea Romano dizer que "era um grande erro em muitos níveis" e Romano pediu que seu nome fosse removido dos créditos. Romano recebeu muitos e-mails de ódio, apesar de sua posição sobre a mudança de elenco. O diretor de voz Gordon Hunt supostamente pediu a Tiffany para parecer mais com Waldo.
Segundo Iwao Takamoto na época do lançamento do filme, a fama de Tiffany havia diminuído. Ele brincou: "O ponto principal, é claro, é que quinze anos após o fato, Janet Waldo ainda está trabalhando para a maioria das pessoas, dizendo que o nome Tiffany automaticamente traz à mente uma lâmpada".
Por fim, Waldo acertou as coisas com Hanna-Barbera e continuou atuando em sua série de televisão. A versão cinematográfica de The Jetsons foi um fracasso nas bilheterias e um fracasso crítico com a maioria das críticas negativas dirigidas à atuação de Tiffany e à substituição da voz original de Judy Jetson.

## Vida pessoal
Waldo se casou com o dramaturgo Robert E. Lee em 1948, eles permaneceram casados até sua morte em 1994. Juntos, eles tiveram dois filhos: Jonathan Barlow Lee (nascido em 1952) e Lucy V. Lee (nascido em 1956).

## Morte
Waldo morreu em 12 de junho de 2016, aos 97 anos. Ela havia sido diagnosticada com um tumor cerebral benigno, mas inoperável, cinco anos antes de sua morte. Ela está enterrada no Forest Lawn Memorial Park, em Hollywood Hills.

## Filmografia

### RádioGarota do cogarro
| Data                         | Programa                            | Personagem                  | Episódio                                      |
| ---------------------------- | ----------------------------------- | --------------------------- | --------------------------------------------- |
| 1941                         | Big Town                            | Diversos                    |                                               |
| 1941–43                      | The Lux Radio Theatre               | Diversos                    | Multiple radio adaptations                    |
| 1941–45                      | One Man's Family                    | Irene Franklin              |                                               |
| 1942, 1946                   | Dr. Christian                       | Nurse Judy Price            | 2 episódios                                   |
| March 3, 1943 March 31, 1943 | Mayor of the Town                   | Vozes adicionais            |                                               |
| 1943–45                      | Cavalcade of America                | Vozes adicionais            |                                               |
| June 29, 1944                | The Dinah Shore Program             | Diversos                    |                                               |
| 1944                         | The Gallant Heart                   | Jennifer Lake               | elenco regular                                |
| 1944                         | The Charlotte Greenwood Show        | Barbara Barton              |                                               |
| 1944–45                      | Lady of the Press – Sandra Martin   | Sandra Martin               | elenco regular                                |
| 1944–54                      | The Adventures of Ozzie and Harriet | Emmy Lou                    | elenco regular                                |
| 1945                         | Major Bowes' Shower of Stars        | Janet                       |                                               |
| 1945–47                      | Songs by Sinatra                    | Teenage Tina                |                                               |
| 1945–47                      | The Eddie Bracken Show              | Namorada de Eddie           | elenco regular                                |
| 1945–52                      | People are Funny                    | Garota do cigarro Raleigh   | elenco regular                                |
| 1946                         | Request Performance                 | Janet                       | "Abbott/Costello"                             |
| 1946–48                      | Favorite Story                      | Diversos                    |                                               |
| 1946–56                      | Meet Corliss Archer                 | Corliss Archer              | Elenco regular                                |
| 1947                         | The Fabulous Dr. Tweedy             | Mary Potts                  | Elenco regular                                |
| 1947                         | The Camel Screen Guild Theatre      | Girl                        | "The Secret Heart"                            |
| 1947                         | The Great Gildersleeve              | Joanne Piper                | 8 episódios                                   |
| 1948                         | The Mel Torme Show                  | Mel's girlfriend            | Series Regular                                |
| 1948                         | Family Theater                      | Various characters          | 2 episódios                                   |
| 1949                         | Screen Directors Playhouse          | Katie and Peggy Stephenson  | "The Exile" and "The Best Years of Our Lives" |
| 1949                         | Errand of Mercy                     | Girl                        | "Help For a Fighter"                          |
| 1949                         | Philco Radio Time                   | Dennis Day's Date           |                                               |
| 1949                         | Four Star Playhouse                 | A number of characters      | "Corey"                                       |
| 1949–50                      | Young Love                          | Janet Shaw-Lewis            | elenco regular                                |
| 1950                         | The Halls of Ivy                    | Vozes adicionais            |                                               |
| 1951                         | My Favorite Husband                 | Garota                      |                                               |
| 1951–53                      | The Railroad Hour                   | Diversos                    |                                               |
| 1954                         | Stars over Hollywood                | Lovely woman                | "Miss Nettie"                                 |
| 1958–64                      | Heartbeat Theatre                   | Various characters          | Diversos                                      |
| 1961                         | Whispering Streets                  | Narradora                   |                                               |
| 1973                         | The Hollywood Radio Theater         | Diversos                    | Diversos                                      |
| 1975                         | CBS Radio Mystery Theater           | Diversos                    | Diversos                                      |
| 1979                         | Alien Worlds                        | Diversos                    | "The Keeper of Eight"                         |
| 1979–80                      | Sears Radio Theater                 | Diversos                    | Diversos                                      |
| 1992–2012                    | Adventures in Odyssey               | Joanne Allen Maureen Hodges |                                               |

### Filme
| Ano  | Filme                                   | Personagem                             | Notas               |
| ---- | --------------------------------------- | -------------------------------------- | ------------------- |
| 1938 | Cocoanut Grove                          | Girl                                   | Não-creditado       |
| 1938 | Hunted Men                              | Bit Part                               | Não-creditado       |
| 1938 | Sing You Sinners                        | Bit Part                               | Não-creditado       |
| 1938 | The Arkansas Traveler                   | Townsgirl                              | Não-creditado       |
| 1938 | Tom Sawyer, Detective                   | Ruth Phelps                            |                     |
| 1938 | Zaza                                    | Simone                                 |                     |
| 1939 | Disbarred                               | Bit Part                               | Uncredited          |
| 1939 | Paris Honeymoon                         | Village girl                           | Não-creditado       |
| 1939 | Persons in Hiding                       | Não-creditado                          |                     |
| 1939 | Cafe Society                            | Girl                                   | Não-creditado       |
| 1939 | I'm from Missouri                       | Hat Check Girl                         | Uncredited          |
| 1939 | Unmarried                               | Secretary                              | Não-creditado       |
| 1939 | Undercover Doctor                       | Bridesmaid                             | Não-creditado       |
| 1939 | The Gracie Allen Murder Case            | Cigarette girl                         | Uncredited          |
| 1939 | Grand Jury Secrets                      | Hat Check Girl                         | Não-creditado       |
| 1939 | The Star Maker                          | Stella                                 |                     |
| 1939 | Honeymoon in Bali                       | Fortune Girl's Companion               | Não-creditado       |
| 1939 | What a Life                             | Gwen                                   |                     |
| 1939 | All Women Have Secrets                  | Doris                                  |                     |
| 1939 | Our Neighbours – The Carters            | Receptionist                           | Não-creditado       |
| 1940 | Parole Fixer                            | Switchboard Operator                   | Não-creditado       |
| 1940 | The Farmer's Daughter                   | Switchboard Operator                   | Não-creditado       |
| 1940 | Adventure in Diamonds                   | Telephone Operator                     | Uncredited          |
| 1940 | If I Had My Way                         | Miss Courtney                          | Não-creditado       |
| 1940 | Waterloo Bridge                         | Elsa                                   |                     |
| 1940 | The Way of All Flesh                    | Hat Check Girl                         | Não-creditado       |
| 1940 | One Man's Law                           | Joyce Logan                            |                     |
| 1940 | Those Were the Days!                    | Miss Willowboughy                      | Não-creditado       |
| 1940 | Rhythm on the River                     | Westlake's Receptionist                | Não-creditado       |
| 1941 | So Ends Our Night                       | Jacqueline                             | Não-creditado       |
| 1941 | Silver Stallion                         | Janice Walton                          |                     |
| 1941 | The Bandit Trail                        | Ellen Grant                            |                     |
| 1942 | Land of the Open Range                  | Mary Cook                              |                     |
| 1963 | Habit Rabbit                            |                                        | Loopy De Loop Curta |
| 1964 | Bear Hug                                | Emmy-Lou                               | Loopy De Loop Curta |
| 1964 | Bear Knuckles                           | Emmy-Lou                               | Loopy De Loop Curta |
| 1966 | The Man Called Flintstone               | Roberta Enfermeira #2 Enfermeira #3    | Filme animado       |
| 1972 | A Christmas Story                       | Vozes adicionais                       | Television film     |
| 1973 | Fantastic Planet                        | Hollow Log Chief Traag Child           | English dub         |
| 1979 | The Story of Heidi                      | Aunt Dete                              | English dub         |
| 1982 | Heidi's Song                            | Tinette                                | Filme animado       |
| 1987 | The Jetsons Meet the Flintstones        | Judy Jetson Cogswell's Female Computer | Filme animado       |
| 1987 | Alice Through the Looking Glass         | Alice                                  | Filme animado       |
| 1990 | Jetsons: The Movie                      | Robot secretary                        | Filme animado       |
| 1993 | Once Upon a Forest                      | Edgar's Mom                            | Filme animado       |
| 1994 | The Return of Jafar                     | Peasant Mother                         | Filme animado       |
| 2000 | Wacky Races                             | Penelope Pitstop                       | Video Game          |
| 2008 | Mel Blanc: The Man of a Thousand Voices | Herself                                | Documentário        |
| 2009 | The Jetsons Return to the Future        | Ela mesma                              | Curta documentário  |
| 2013 | I Know That Voice                       | Ela mesma                              | Documentário        |

### Televisão
| Ano              | Título                                                                          | Personagem                                                  | Notas                                                  |
| ---------------- | ------------------------------------------------------------------------------- | ----------------------------------------------------------- | ------------------------------------------------------ |
| 1952             | I Love Lucy                                                                     | Peggy Dawson                                                | "The Young Fans"                                       |
| 1953–65          | The Adventures of Ozzie and Harriet                                             | Janet                                                       | Elenco regular                                         |
| 1955             | The Phil Silvers Show                                                           | Hazel                                                       | "The Eating Contest" (Não-creditado)                   |
| 1962             | Saints and Sinners                                                              | Marion Simmons                                              | "Daddy's Girl"                                         |
| 1962–63, 1985–87 | The Jetsons                                                                     | Judy Jetson Vozes adicionais                                | Elenco regular                                         |
| 1962–66          | The Flintstones                                                                 | Pearl Slaghoople Pebbles Flintstone adulta Vozes adicionais |                                                        |
| 1963             | The Lucy Show                                                                   | Marge                                                       | "Lucy's Sister Pays a Visit"                           |
| 1963             | The Andy Griffith Show                                                          | Amanda                                                      | "A Wife For Andy"                                      |
| 1964             | The Magilla Gorilla Show                                                        | Hunnybun                                                    | Punkin' Puss and Mushmouse segment "Courtin' Disaster" |
| 1964             | Jonny Quest                                                                     | Airport P.A. Stewardess                                     | "The Riddle of the Gold"                               |
| 1964             | Peter Potamus                                                                   | The Colonel's Wife Girl Bruin                               | Breezly and Sneezly segment "Mass Masquerade"          |
| 1964–65          | Valentine's Day                                                                 | Libby Freeman                                               | Elenco regular                                         |
| 1965             | Please Don't Eat the Daisies                                                    | Miss Reece                                                  | "It's Lad by a Nose"                                   |
| 1965             | The Secret Squirrel Show                                                        | Vozes adicionais                                            |                                                        |
| 1965             | The Hillbilly Bears                                                             | Goldilocks                                                  | "Goldilocks and the Four Bears"                        |
| 1965–67          | The Atom Ant/Secret Squirrel Show                                               | Granny Sweet                                                | Precious Pupp segment                                  |
| 1966             | Get Smart                                                                       | Telephone Operator                                          | "All in the Mind"                                      |
| 1966             | The F.B.I.                                                                      | Arlene Morgan                                               | "The Baby Sitter"                                      |
| 1966             | Petticoat Junction                                                              | Violet Bentley                                              | "Young Love"                                           |
| 1966             | Alice in Wonderland (or What's a Nice Kid Like You Doing in a Place Like This?) | Alice                                                       | Filme de TV                                            |
| 1966             | Laurel and Hardy                                                                | Vozes adicionais                                            |                                                        |
| 1966–67          | The Space Kidettes                                                              | Jenny                                                       | Elenco Regular                                         |
| 1966–69          | The Adventures of Superboy                                                      | Lana Lang                                                   | Series Regular                                         |
| 1967             | The Fantastic Four                                                              | Princess Pearla                                             | "The Micro World of Dr. Doom"                          |
| 1967             | Abbott & Costello Cartoon                                                       | Vozes adicionais                                            |                                                        |
| 1967             | The New Adventures of Superman                                                  | Lana Lang                                                   |                                                        |
| 1967             | Space Ghost and Dino Boy                                                        | Nancy                                                       | "The Final Encounter"                                  |
| 1967             | Jack and the Beanstalk                                                          | Princesa Serena                                             | Filme de TV                                            |
| 1967–69          | Shazzan                                                                         | Nancy                                                       | Elenco regular                                         |
| 1968             | The New Adventures of Huckleberry Finn                                          | Anointed Maiden of the Sacrifice                            | 2 episódios                                            |
| 1968             | Sally Sargent                                                                   | Sally Sargent                                               | Curta de TV                                            |
| 1968–70          | Wacky Races                                                                     | Penelope Pitstop                                            | Elenco Regular                                         |
| 1969–70          | The Perils of Penelope Pitstop                                                  | Penelope Pitstop                                            | Elenco Regular                                         |
| 1969–71          | Cattanooga Cats                                                                 | Jenny Trent                                                 |                                                        |
| 1970             | Julia                                                                           | Mrs. Appleton                                               | "Call Me by My Rightful Number"                        |
| 1970             | In the Know                                                                     | Josie                                                       | Documentário                                           |
| 1970–71          | Josie and the Pussycats                                                         | Josie                                                       | Elenco Regular                                         |
| 1971             | Help! It's The Hair Bear Bunch!                                                 | Pipsqueak The Mouse Woman                                   | "Love Bug Bungle"                                      |
| 1971             | Funky Phantom                                                                   | Widow Wilson                                                | "Haunt in Inn"                                         |
| 1972             | The Amazing Chan and the Chan Clan                                              | Vozes adicionais                                            |                                                        |
| 1972             | Tabitha and Adam and the Clown Family                                           | Marybell / Georgia                                          |                                                        |
| 1972             | The Roman Holidays                                                              | Henrietta                                                   |                                                        |
| 1972             | Josie and the Pussycats in Outer Space                                          | Josie                                                       | Elenco Regular                                         |
| 1972–73          | Around the World in 80 Days                                                     | Belinda Maze                                                | Elenco Regular                                         |
| 1973             | The New Scooby Doo Movies                                                       | Josie                                                       | "The Haunted Showboat"                                 |
| 1973             | Speed Buggy                                                                     | Vozes adicionais                                            |                                                        |
| 1973             | The Addams Family (1973 animated series)                                        | Morticia Addams                                             | Elenco Regular                                         |
| 1973–74          | Inch High, Private Eye                                                          | Vozes adicionais                                            |                                                        |
| 1973–75          | Jeannie                                                                         | Mrs. Anders                                                 | Elenco Regular                                         |
| 1974             | Hong Kong Phooey                                                                | The Mayor's Wife                                            | "Patty Cake, Patty Cake, Bakery Man"                   |
| 1974             | These are the Days                                                              | Vozes adicionais                                            |                                                        |
| 1975             | The Tiny Tree                                                                   | Little Girl Lady Bird                                       | Curta de TV                                            |
| 1976             | Jabberjaw                                                                       | The Queen of Atlantis                                       | "Atlantis, Get Lost"                                   |
| 1976–78          | The Scooby-Doo Show                                                             | Beth Crane Melissa Wilcox                                   | 4 episódios                                            |
| 1977             | CB Bears                                                                        | Vozes adicionais                                            |                                                        |
| 1977–80          | Captain Caveman and the Teen Angels                                             | Vozes adicionais                                            |                                                        |
| 1978–79          | Galaxy Goof-Ups                                                                 | Vozes adicionais                                            |                                                        |
| 1978–80          | Battle of the Planets                                                           | Princess Susan Mala                                         | Elenco Regular                                         |
| 1979             | Gulliver's Travels                                                              | Personagens adicionais                                      | TV Movie                                               |
| 1979             | The New Fred and Barney Show                                                    | Vozes adicionais                                            |                                                        |
| 1979             | The Super Globetrotters                                                         | Vozes adicionais                                            |                                                        |
| 1979–80          | Scooby-Doo and Scrappy-Doo                                                      | Vozes adicionais                                            |                                                        |
| 1980             | Yogi's First Christmas                                                          | Cindy Bear Sophie Throckmorton                              | Filme de TV                                            |
| 1980             | The Trouble with Miss Switch                                                    | Miss Switch                                                 | ABC Weekend Special episódio                           |
| 1980–83          | The All-New Popeye Hour                                                         | Vozes adicionais                                            |                                                        |
| 1981             | Thundarr the Barbarian                                                          | Circe                                                       | "Island of the Body Snatchers"                         |
| 1981             | Spider-Man and His Amazing Friends                                              | Shanna the She-Devil Zerona Vozes adicionais                | 3 episódios                                            |
| 1981             | Unico                                                                           | West Wind                                                   | English dub                                            |
| 1981             | Daniel Boone                                                                    | Vozes adicionais                                            | TV Movie                                               |
| 1981–89          | The Smurfs                                                                      | Hogatha                                                     |                                                        |
| 1982             | Yogi Bear's All Star Comedy Christmas Caper                                     | Murray's Wife Lady on the Street Bus Deport PA voice        | Filme de TV                                            |
| 1982             | The Adventures of the Little Prince                                             | Danya Rosa                                                  | 1982 dublagem                                          |
| 1982–83          | Pac-Man                                                                         | Vozes adicionais                                            |                                                        |
| 1983             | The Secret World of Og                                                          | Mother, Old Lady                                            | ABC Weekend Special episódio                           |
| 1983             | The Puppy's Further Adventures                                                  | Tommy's Mother                                              |                                                        |
| 1983             | Alvin and the Chipmunks                                                         | Stella                                                      |                                                        |
| 1983             | Unico Maho No Shima                                                             | West Wind                                                   | English dub                                            |
| 1983             | Beauty and The Beast                                                            | Beauty Jacqueline Queen Vozes adicionais                    | Filme de TV                                            |
| 1983             | The New Scooby and Scrappy-Doo Show                                             | Vozes adicionais                                            |                                                        |
| 1983–84          | The Dukes                                                                       | Vozes adicionais                                            |                                                        |
| 1983–84          | Rubik, the Amazing Cube                                                         | Vozes adicionais                                            |                                                        |
| 1983–86          | Mr. T                                                                           | Vozes adicionais                                            |                                                        |
| 1985             | Yogi's Treasure Hunt                                                            | Cindy Bear Little Red Ridding Hood Witch Gretel             | 2 episódios                                            |
| 1988             | The Canterville Ghost                                                           | Lucrecia Otis                                               | Filme de TV                                            |
| 1988             | Rockin' with Judy Jetson                                                        | Judy Jetson                                                 | Título alternativo: "Judy Jetson and the Rockers"      |
| 1989             | Dink, the Little Dinosaur                                                       | Dinossauro fêmea                                            |                                                        |
| 1989             | Hanna-Barbera's 50th: A Yabba Dabba Doo Celebration                             | Judy Jetson / Penelope Pitstop / Josie McCoy                | Especial de TV                                         |
| 1990–91          | Wake, Rattle and Roll                                                           | Vozes adicionais                                            | Fender Bender 500 segment                              |
| 1990–94          | Tom and Jerry Kids                                                              | Vozes adicionais                                            |                                                        |
| 1993             | I Yabba-Dabba Do!                                                               | Pearl Slaghoople Vozes adicionais                           | TV Film                                                |
| 1993             | Hollyrock-a-Bye Baby                                                            | Pearl Slaghoople                                            | TV Film                                                |
| 1993–94          | Droopy, Master Detective                                                        | Vozes adicionais                                            |                                                        |
| 1998             | King of the Hill                                                                | Mrs. Tobbis                                                 | "Pretty, Pretty Dresses"                               |